# Crocidura planiceps
Crocidura planiceps är en däggdjursart som beskrevs av Heller 1910. Crocidura planiceps ingår i släktet Crocidura och familjen näbbmöss. IUCN kategoriserar arten globalt som otillräckligt studerad. Inga underarter finns listade i Catalogue of Life.
Denna näbbmus förekommer huvudsakligen i Nigeria och kanske i angränsande regioner. En mindre avskild population finns i Uganda. Individer som kanske tillhör denna art hittades även i andra afrikanska stater. Arten hittas ofta nära träskmarker med papyrusar. Kanske har den en större utbredning i kontinentens savanner.